# Michael Skasa

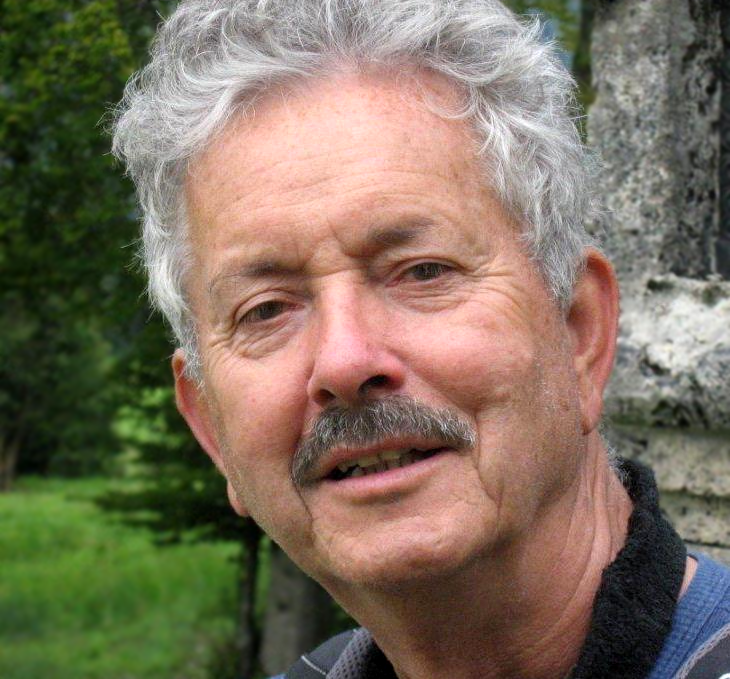
Michael Skasa (2011)

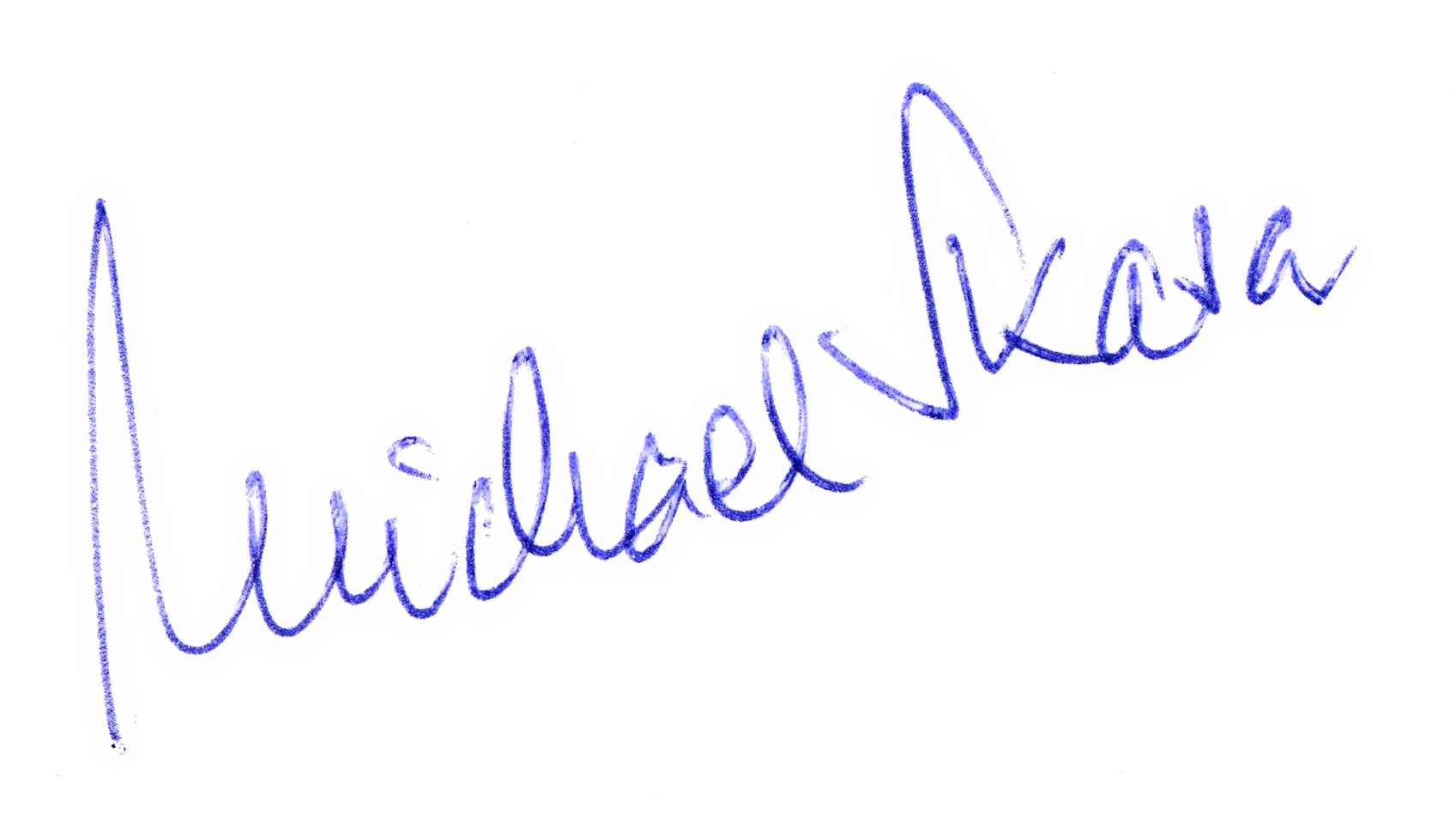
Autogramm

Michael Skasa (* 14. Januar 1942 in Köln) ist ein deutscher Radiomoderator, Autor und Journalist.

## Ausbildung
Skasas Vater war der Schriftsteller und Journalist Eugen Skasa-Weiß. Nachdem die elterliche Wohnung während eines Bombenangriffs 1943 zerstört worden war, zog die Familie in das großelterliche Häuschen nach Markt Grafing. Skasa verbrachte dort seine Kindheit. Wie zwei seiner Brüder (unter ihnen der Redakteur Ruprecht Skasa-Weiß (* 1936)) kam er ins Internat Neuburg/Donau und ging dort fünf Jahre aufs Humanistische Gymnasium. Die letzten vier Jahre seiner Schulzeit war er am Gymnasium Rosenheim. Der spätere bayerische Ministerpräsident Edmund Stoiber war dort sein Klassenkamerad. Nach dem Abitur 1961 studierte Skasa Theatergeschichte, Germanistik, Philosophie, Psychologie, Kunstgeschichte, Zeitungswissenschaft, Religionsphilosophie und Sprecherziehung. Er fühlte sich als Teil der 68er-Bewegung und lebte in einer Wohngemeinschaft in München-Schwabing.

## Karriere
Bekannt wurde Skasa durch die Radiosendung Sonntagsbeilage des Bayerischen Rundfunks, die später um seinen Namen ergänzt wurde. Für ihn typisch war ein trockener und manchmal schwarzer, scharfsinniger Humor, mit dem er von Anfang der 1970er Jahre bis Ende 2011 seine Hörer auf Bayern 2 unterhielt. Die von ihm zusammengestellten literarischen wie musikalischen Beiträge der einstündigen Sendung standen unter einem wöchentlich wechselnden Thema. Ende 2011 verabschiedete er sich nach 40 Jahren mit einer Silvesterbeilage. Am Neujahrstag 2012 – einem Sonntag – übertrug der Bayerische Rundfunk eine Abschiedsgala zu seinen Ehren mit Maria Peschek als „Interviewpartnerin“.
Bis zur Einstellung der Sonntagsbeilage trat vorübergehend der Kulturjournalist und ARD-Hörfunkkorrespondent Gregor Hoppe die Nachfolge an.
Außerdem verfasste Skasa etwa 50 Hörbild-Porträts von Dichtern und historischen Personen, war ein Jahr lang Chefdramaturg am Berliner Schillertheater und ein Jahr lang alleiniger Redakteur der Monatsschrift Theater heute. Zudem schrieb er als Theaterkritiker für Die Zeit, die Süddeutsche Zeitung und für Theater heute.

## Auszeichnungen
Skasa erhielt 1988 den Ernst-Hoferichter-Preis, 1994 den Schwabinger Kunstpreis und 2007 den Bayerischen Poetentaler.

## Werke
- 2004: Für alle Liebeslagen (Hg.), Herder, Freiburg i. B. ISBN 3-451-07029-4
- 2005: Ferien vom Urlaub. Warum in die Ferne schweifen? (Hg.), Herder-Spektrum Freiburg im Breisgau, ISBN 978-3451070426
- 2007: Wunder der Improvisation – Weihnachten in den 40er Jahren (Hg.), Herder, Freiburg im Breisgau, ISBN 978-3451297342
- 2009: Sonn- und Werktags-Beilagen, Frantz-Semmelroch Verlag, Kulmbach, ISBN 978-3941219014
- 2011: Die Männer sind alle Verbrecher: 1a Schlager, Verlag Antje Kunstmann, München, Zusammenstellung und Herausgabe Michael Skasa, ISBN 978-3888977145